# Wyomingban történt légi közlekedési balesetek listája
A Wyoming államban történt légi közlekedési balesetek listája az Amerikai Egyesült Államok Wyoming államában történt halálos áldozattal járó, illetve a kisebb balesetek, meghibásodások miatt történt, gyakran csak az adott légiforgalmi járművet érintő baleseteket is tartalmazza évenkénti bontásban.

## Wyoming államban történt légi közlekedési balesetek

### 1955
- 1955. október 6., Medicine Bow Peak, Carbon megye. Lezuhant a United Airlines 409-es járata, egy Douglas DC-4 típusú utasszállító repülőgép, (lajstromjele: N30062). A gépen 63 utas és 3 fő személyzet utazott, mindenki életét vesztette.[1][2][3]